# Giải của Hiệp hội phê bình phim Toronto cho phim ngoại ngữ hay nhất
Giải của Hiệp hội phê bình phim Toronto cho phim ngoại ngữ hay nhất là một trong các giải thưởng hàng năm của Hiệp hội phê bình phim Toronto dành cho một phim ngoại ngữ, được bầu chọn là xuất sắc nhất.

## Các phim đoạt giải

### Thập niên 2000
| Năm  | Phim                                                             | Nước                 | Đạo diễn                         |
| ---- | ---------------------------------------------------------------- | -------------------- | -------------------------------- |
| 2003 | City of God (Cidade de Deus)                                     | Brasil               | Fernando Meirelles               |
| 2004 | The World (Shijie)                                               | Trung quốc           | Jia Zhangke                      |
| 2005 | Hero (Ying xiong)                                                | Hồng Kông/Trung quốc | Zhang Yimou                      |
| 2006 | The Child (L'enfant)                                             | Bỉ                   | Jean-Pierre và Luc Dardenne      |
| 2006 | Pan's Labyrinth (El laberinto del fauno)                         | Mexico               | Guillermo del Toro               |
| 2006 | To Return (Volver)                                               | Tây Ban Nha          | Pedro Almodovar                  |
| 2007 | 4 Months, 3 Weeks and 2 Days (4 luni, 3 saptamani si 2 zile)     | Romania              | Cristian Mungiu                  |
| 2007 | The Diving Bell and the Butterfly (Le scaphandre et le papillon) | Pháp/Mỹ              | Julian Schnabel                  |
| 2007 | The Lives of Others (Das Leben der Anderen)                      | Đức                  | Florian Henckel von Donnersmarck |
| 2008 | Let the Right One In (Låt den rätte komma in)                    | Thụy Điển            | Tomas Alfredson                  |
| 2008 | A Christmas Tale (Un conte de Noël)                              | Pháp                 | Arnaud Desplechin                |
| 2008 | The Class (Entre les murs)                                       | Pháp                 | Laurent Cantet                   |
| 2008 | I've Loved You So Long (Il y a longtemps que je t'aime)          | Pháp                 | Philippe Claudel                 |